# دی‌ان‌ای میتوکندریایی

دی‌ان‌ای میتوکندریایی

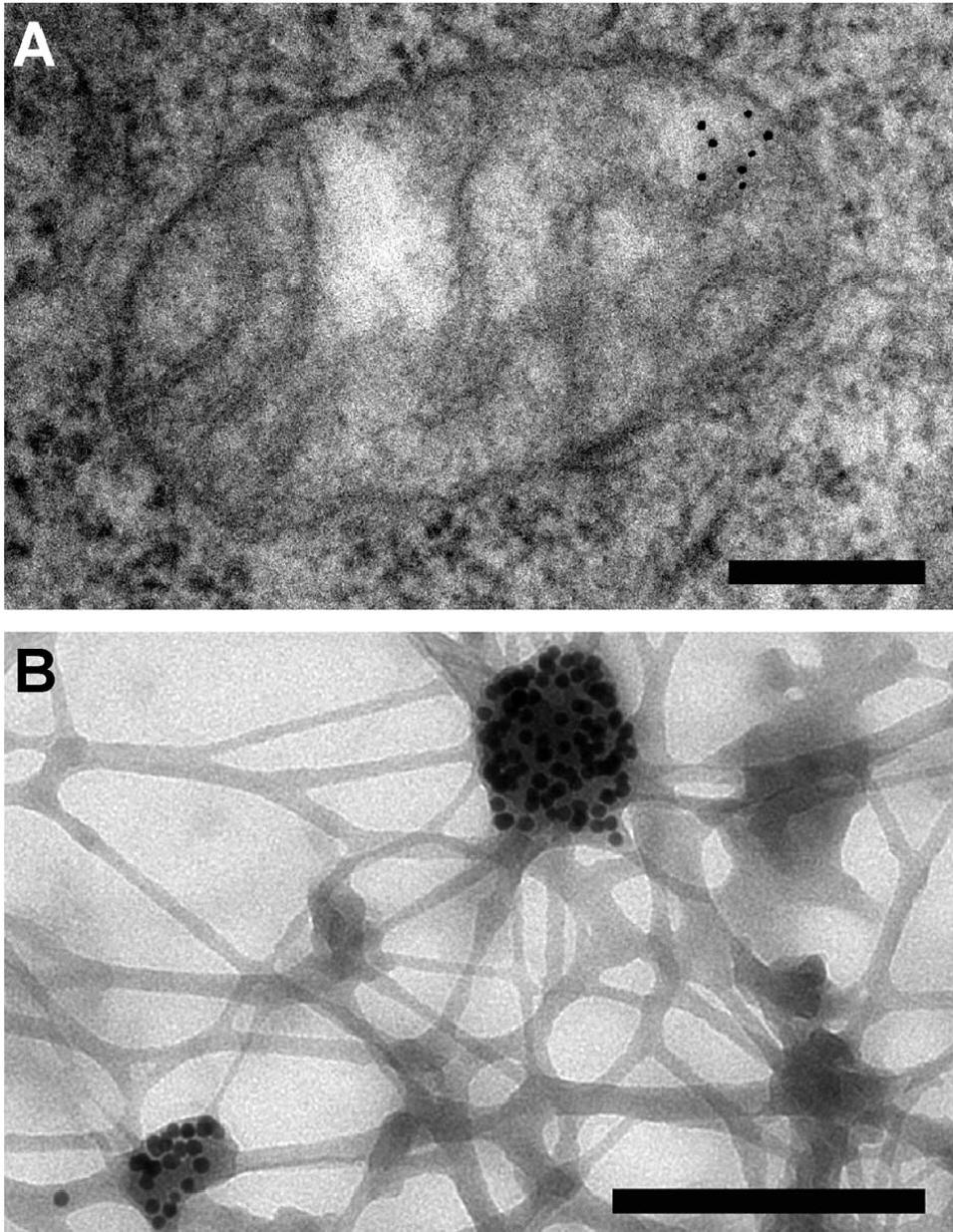
تصاویر میکروسکوپ الکترونی که دی‌ان‌ای میتوکندریایی را آشکار می‌کند (A) Cytoplasmic section after immunogold labelling with anti-DNA; gold particles marking mtDNA are found near the mitochondrial membrane. (B) Whole mount view of cytoplasm after extraction with CSK buffer and immunogold labelling with anti-DNA; mtDNA (marked by gold particles) resists extraction. From Iborra et al., 2004.

دی‌ان‌ای میتوکندریایی (mtDNA) گونه‌ای دی‌ان‌ای است که در میتوکندری (راکیزه) سلول‌های یوکاریوتی یافت می‌شود. کار میتوکندری تبدیل انرژی شیمیایی غذا به آدنوزین تری‌فسفات یعنی صورتی از انرژی است که برای سلول قابل استفاده باشد.

## رونویسی
دی‌ان‌ای میتوکندریایی به وسیلهٔ پلیمراز گاما رونویسی می‌شود که به وسیلهٔ ژنوم هسته‌ای کد می‌شود. رونویسی دی‌ان‌ای میتوکندریایی الزاماً با تقسیم میتوکندری همراه نیست. به همین دلیل ممکن است در یک میتوکندری چندین نسخه از ژنوم به‌طور جداگانه موجود باشد که به ان کنکاتامر (concatamer) می‌گویند.

## خاستگاه
به‌نظر می‌رسد دی‌ان‌ای میتوکندریایی و دی‌ان‌ای هسته‌ای دارای ویژگی‌های فرگشتی متفاوتی باشند. دی‌ان‌ای‌های میتوکندریایی از ژنوم‌های حلقوی باکتری‌هایی که توسط اجداد اولیهٔ سلول‌های یوکاریوتی امروزی دربر گرفته شده‌اند مشتق شده‌اند. این نظریه به نظریهٔ درون‌همزیستی (Endosymbiotic theory) معروف است. به‌طور تقریبی هر میتوکندری شامل ۲–۱۰ کپی از دی‌ان‌ای میتوکندریایی است.
در سلول‌های جانداران موجود، اکثریت بسیار بزرگی از پروتئین‌های موجود در میتوکندری به وسیلهٔ دی‌ان‌ای هسته کد می‌شوند اما تصور می‌شود ژن‌های برخی از آن‌ها دارای ریشهٔ باکتریایی هستند که طی فرگشت به سلول‌های یوکاریوتی منتقل شده‌اند.

## وراثت میتوکندریایی
در اغلب پرسلولی‌ها دی‌ان‌ای میتوکندریایی از مادر به ارث می‌رسد. مکانیسم‌های این توارث عبارت است از یک رقیق‌سازی ساده (یک سلول تخم شامل ۱۰۰ هزار تا یک میلیون مولکول دی‌ان‌ای میتوکندریایی است در صورتی که یک اسپرم تنها شامل ۱۰۰ تا هزار عدد از آن‌هاست)، کاهش دی‌ان‌ای میتوکندریایی اسپرمی در یک تخم بارور شده و حداقل در تعداد کمی از جانداران ناکامی دی‌ان‌ای‌های میتوکندریایی اسپرمی در ورود به تخم، فارغ از این‌که چه مکانیسمی مؤثر واقع شود این الگوی تک‌والدی بودن دی‌ان‌ای میتوکندریایی در اکثر جانوران، گیاهان و قارچ‌ها دیده شده‌است.

### وراثت ماده
در تولیدمثل جنسی میتوکندری به‌طور انحصاری از مادر به ارث می‌رسد. میتوکندری موجود در اسپرم پستانداران معمولاً پس از لقاح توسط سلول تخم نابود می‌شود. علاوه بر این بیشتر میتوکندری در پایهٔ دم اسپرم حضور دارد که به منظور به پیش راندن اسپرم استفاده می‌شود و گاهی دُم در ضمن فرایند لقاح نابود می‌شود. در ۱۹۹۹ این نتیجه به‌دست آمد که میتوکندری اسپرمی والدی (parental) توسط یوبیکوتین (Ubiquitin) علامت‌گذاری می‌شود تا در آینده برای انهدام درون جنینی انتخاب شود.
برخی تکنیک‌های لقاح مصنوعی به‌ویژه تزریق یک اسپرم به درون یک تخمک ممکن است با این فرایند تداخل کند. این حقیقت که دی‌ان‌ای میتوکندریایی از طریق مادری به ارث می‌رسد محققان را قادر می‌سازد تا سلسلهٔ نسل مادری را طی زمان ردیابی کنند (به طریق مشابه دی‌اِن‌اِی کروموزوم Y که از طریق پدری به ارث می‌رسد برای دنبال کردن سلسلهٔ نسل پدری به‌کار می‌رود). این کار در انسان‌ها به وسیلهٔ آنالیز توالی یک یا چند بخش از نواحی کنترل (HVR1 یا HVR2) بس متغیر (hypervariable)، مولکول دی‌ان‌ای میتوکندریایی و در قالب یک آزمایش دی‌ان‌ای تبارشناسی انجام می‌شود.HVR1 از حدود ۴۴۰ جفت‌باز (Base pair) تشکیل شده‌است. این ۴۴۰ جفت‌باز با نواحی کنترل افراد دیگر (اشخاص دیگر یا منابع موجود در دیتابیس) به منظور مشخص کردن شجرهٔ مادری مقایسه می‌شوند.
vila et al نتایج تحقیقات تبارشناسی نوعی سگ بومی را تا درندگان منتشر کرده‌است. مفهوم حوای میتوکندریایی نیز بر اساس تحلیلی مشابه بنا شد تا از طریق ردیابی نسل در طول زمان ریشهٔ اولیهٔ بشر را کشف کند.
از آن‌جا که دی‌ان‌ای میتوکندریایی به‌طور کامل بکر نمانده و نرخ جهش سریعی دارد، می‌تواند برای بررسی روابط فرگشتی جانداران مفید واقع شود. در واقع می‌توان توالی دی‌ان‌ای‌های میتوکندریایی آران‌ای حامل در گونه‌های مختلف مشخص کرد و با مقایسهٔ آن‌ها یک درخت فرگشتی ترسیم کرد. از آنجا که دی‌ان‌ای میتوکندریایی از مادر به فرزند منتقل می‌شود می‌توان از آن به‌عنوان ابزاری مفید در تحقیقات تبارشناسی برای پیدا کردن اجداد مادری فرد استفاده کرد.

### وراثت نر
مشاهده شده‌است که میتوکندری در بعضی از گونه‌ها مانند صدف‌ها می‌تواند از پدر به ارث برسد. همچنین وراثت پدری میتوکندری در برخی حشرات چون مگس میوه، زنبور عسل و برخی جیرجیرک‌ها نیز گزارش شده‌است. شواهد حاکی از این هستند که توارث پدری میتوکندری در میان پستانداران بسیار نادر است. به‌طور مشخص نتایج ثبت شده‌ای در مورد موش‌ها موجودند که میتوکندری‌های پدری پس زده شده‌اند. این مسئله در میان گوسفندان و همچنین گاوهای شبیه‌سازی شده یافت شده‌است و همچنین در یک مورد خاص انسانی.

## ساختار
در انسان‌ها و احتمالاً به‌طور کلی در همهٔ پرسلولی‌ها در هر سلول بین ۱۰۰ تا ۱۰۰۰۰ کپی متفاوت از دی‌ان‌ای میتوکندریایی موجود است (سلول تخم و اسپرم استثنا هستند). در پستانداران هر مولکول دی‌ان‌ای میتوکندریایی حلقوی ۲رشته‌ای شامل ۱۵۰۰۰–۱۷۰۰۰ جفت‌باز است. ۲ رشتهٔ دی‌ان‌ای میتوکندریایی بر اساس محتوی هستهٔ آن‌ها با هم متفاوت می‌شوند به‌طوری‌که رشتهٔ با گوانین بیشتر رشتهٔ سنگین‌تر و رشتهٔ با سیتوزین بیشتر با عنوان رشتهٔ سبک یاد می‌شوند. در یک مجموع ۳۷ ژنی، رشتهٔ سنگین ۲۸ ژن و رشتهٔ سبک ۹ ژن را کد می‌کند. در این ۳۷ ژن ۱۳ تا برای پروتئین‌ها (پلی‌پپتیدها)، ۲۲ تا برای آران‌ای‌های حامل و دو تا برای زیرواحدهای کوچک و بزرگ آران‌ای‌های ریبوزومی هستند. این الگو همچنین در میان اکثر پرسلولی‌ها مشاهده شده‌است. با این وجود در برخی از موارد یکی یا چند مورد از ۳۷ ژن غایب‌اند و محدودهٔ اندازهٔ دی‌ان‌ای‌های میتوکندریایی بزرگ‌تر است. حتی در میان گیاهان و قارچ‌ها تغییرات بزرگ‌تری در محتوای ژنتیکی و اندازهٔ دی‌ان‌ای‌های میتوکندریایی مشاهده شده‌است. همچنین به‌نظر می‌رسد یک زیرمجموعه از ژن‌ها وجود دارد که در همهٔ سلول‌های یوکاریوتی حضور دارد (به استثنای بعضی موارد که به‌طور کلی میتوکندری ندارند). برخی گونه‌های گیاهی مقادیر بسیار زیادی دی‌ان‌ای میتوکندریایی دارند (۲۵۰۰۰۰۰ جفت‌باز در مولکول دی‌ان‌ای میتوکندریایی) با این وجود به طرز غیرمنتظره‌ای حتی این دی‌ان‌ای‌های میتوکندریایی بزرگ، تعداد و انواع برابری ژن در مقایسه با گیاهان با دی‌ان‌ای میتوکندریایی کوچک‌تر دارند.

## ژن‌ها

### زنجیرهٔ انتقال
ژنوم میتوکندریایی شامل ۱۳ ژن کدکنندهٔ پروتئین است. بسیاری از این ژن‌ها زنجیرهٔ انتقال را کد می‌کنند.
| دسته‌ها                                                         | ژن‌ها                                                    |
| NADH dehydrogenase (complex I)                                 | MT-ND1, MT-ND2, MT-ND3, MT-ND4, MT-ND4L, MT-ND5, MT-ND6 |
| Coenzyme Q - cytochrome c reductase/Cytochrome b (complex III) | MT-CYB                                                  |
| سیتوکروم اکسیداز (complex IV)                                  | MT-CO1 , MT-CO2 , MT-CO3                                |
| ای‌تی‌پی سنتاز                                                   | MT-ATP6, MT-ATP8                                        |

### آران‌ای ریبوزومی (rRNA)
آران‌ای ریبوزومی میتوکندریایی توسط MT-RNR1 (12s) و MT-RNR2 (16s) کد می‌شود.

### آران‌ای حامل (tRNA)
ژن‌های زیر، آران‌ای حامل را کد می‌کنند:
| اسید آمینه    | 3-Letter | 1-Letter | MT DNA         |
| ------------- | -------- | -------- | -------------- |
| آلانین        | Ala      | A        | MT-TA          |
| آرژینین       | Arg      | R        | MT-TR          |
| آسپاراژین     | Asn      | N        | MT-TN          |
| اسید آسپارتیک | Asp      | D        | MT-TD          |
| سیستئین       | Cys      | C        | MT-TC          |
| گلوتامیک اسید | Glu      | E        | MT-TE          |
| گلوتامین      | Gln      | Q        | MT-TQ          |
| گلایسین       | Gly      | G        | MT-TG          |
| هیستیدین      | His      | H        | MT-TH          |
| ایزولوسین     | Ile      | I        | MT-TI          |
| لوسین         | Leu      | L        | MT-TL1, MT-TL2 |
| لیزین         | Lys      | K        | MT-TK          |
| متیونین       | Met      | M        | MT-TM          |
| فنیل‌آلانین    | Phe      | F        | MT-TF          |
| پرولین        | Pro      | P        | MT-TP          |
| سرین          | Ser      | S        | MT-TS1, MT-TS2 |
| ترئونین       | Thr      | T        | MT-TT          |
| تریپتوفان     | Trp      | W        | MT-TW          |
| تیروزین       | Tyr      | Y        | MT-TY          |
| والین         | Val      | V        | MT-TV          |

## جهش

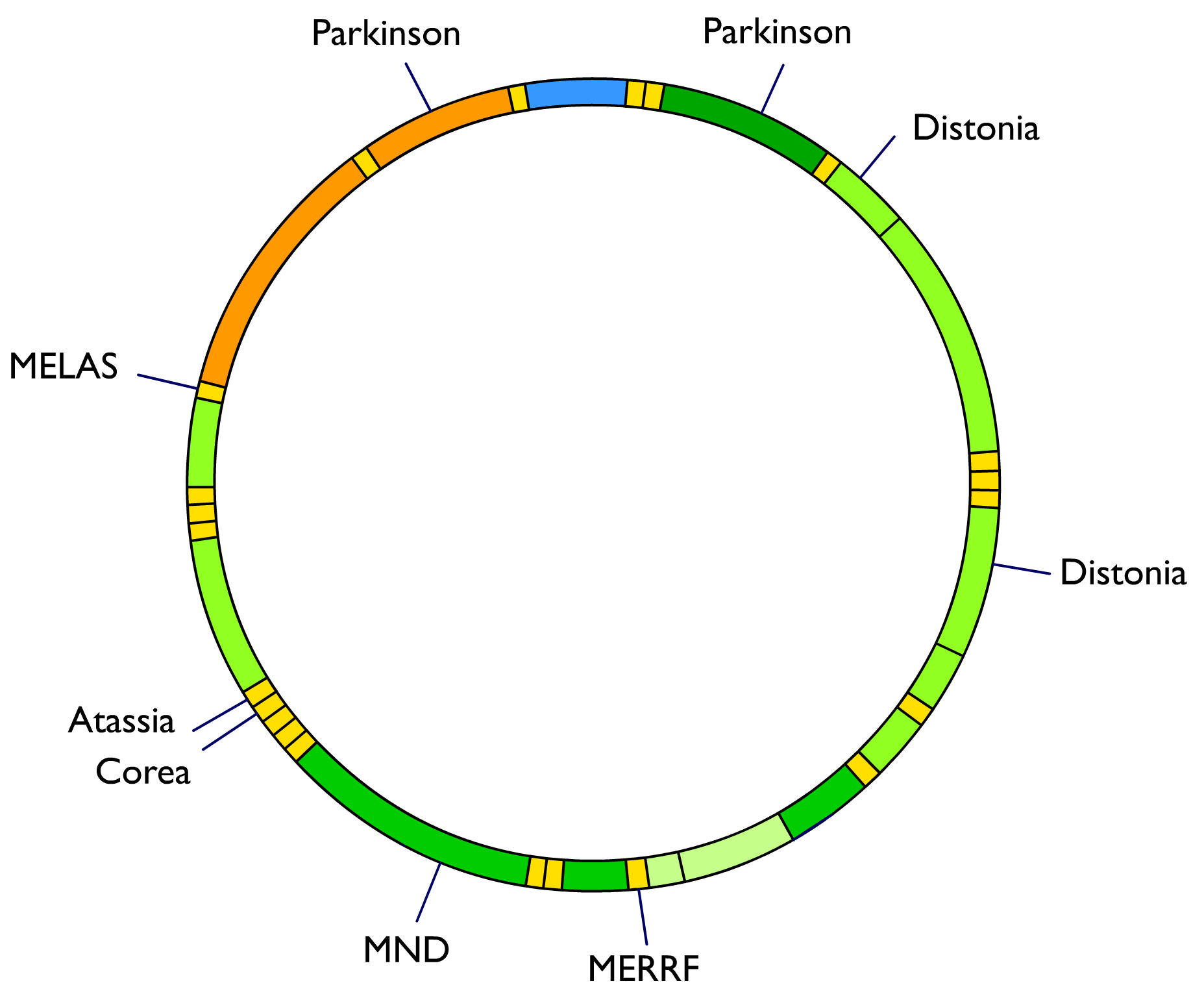
نقش mtDNA در برخی از بیماری‌های انسانی

### بیماری‌های ژنتیکی
جهش در mtDNA می‌تواند منجر به‌شماری از بیماری‌های ژنتیکی مانند exercise intolerance و سندروم کرنز-سایر (kss) شود که می‌تواند سبب کاهش کارکرد قلب، چشم‌ها و حرکات ماهیچه شود. برخی شواهد حاکی از انند که این نقص‌ها نقش اساسی در فرایند پیری دارند.

## کاربرد در شناسایی
در انسان‌ها دی‌ان‌ای میتوکندریایی، تعداد ۱۶۵۶۹ بلوک سازندهٔ دی‌ان‌ای (جفت‌های باز) را شامل می‌شود که نمایش دهندهٔ بخشی از مجموع دی‌ان‌ای موجود در سلول است. برخلاف دی‌ان‌ای هسته که از هر دو والد به ارث می‌رسد و در آن ژن‌ها طی فرایند نوترکیبی چینشی تازه می‌یابند در دی‌ان‌ای میتوکندریایی معمولاً از والد به فرزند تغییری مشاهده نمی‌شود. با این وجود دی‌ان‌ای میتوکندریایی نیز دچار نوترکیبی می‌شود و این کار را با کپی‌هایی از خودش در یک میتوکندری واحد انجام می‌دهد. به این دلیل و نیز به‌دلیل اینکه در جانوران، دی‌ان‌ای میتوکندریایی نرخ جهش بالاتری نسبت به دی‌ان‌ای هسته دارد مولکول دی‌ان‌ای میتوکندریایی ابزاری قوی برای ردیابی نسل‌ها از طریق مادری است و از این طریق برای جستجوی اجداد بسیاری از گونه‌ها در طول صدها نسل به‌کار می‌رود. دی‌ان‌ای میتوکندریایی انسان همچنین می‌تواند برای شناسایی افراد به‌کار رود. مراکز پزشکی قانونی گاهی۰ مقایسه‌های دی‌ان‌ای میتوکندریایی را برای شناسایی بقایای انسانی و به ویژه شناسایی بقایای اسکلت‌های قدیمی به کار می‌برند. گرچه دی‌ان‌ای میتوکندریایی برخلاف دی‌ان‌ای هسته تنها مختص به یک شخص نیست اما می‌توان با استفاده مشترک از ان و شواهد دیگر (مانند شواهد ریخت‌شناسی، شواهد مکانی و…) عمل شناسایی را انجام داد. همچنین به عنوان گواهی سلبی نیز عمل می‌کند. بسیاری از محققان معتقدند دی‌ان‌ای میتوکندریایی نسبت به دی‌ان‌ای هسته‌ای ابزار بهتری برای شناسایی بقایای اسکلت‌های قدیمی است زیرا به‌دلیل وجود کپی‌های زیاد از دی‌ان‌ای میتوکندریایی در سلول احتمال به‌دست آوردن یک نمونهٔ مفید افزایش می‌یابد و به این خاطر که یک همسانی با یک ارتباط زنده بسیار محتمل است حتی اگر فواصل نسلی مادری زیادی آن‌ها را از هم جدا کند. جسد یک تبهکار معروف آمریکایی از همین طریق و به وسیلهٔ مقایسهٔ دی‌ان‌ای میتوکندریایی او با یکی از بستگان مسیر دختری وی مشخص شد. همین‌طور تشخیص هویت برخی از اعضای خاندان سلطنتی روسیه به‌وسیلهٔ مقایسه با اقوام مادری آن‌ها.
میزان کم جمعیت مؤثر و نرخ جهش سریع (در جانوران) دی‌ان‌ای میتوکندریایی را برای یافتن روابط ژنتیکی بین افراد و گروه‌ها در یک گونهٔ خاص و همچنین شناسایی و دسته‌بندی فیلوژنی بین گونه‌های مختلف ابزاری مناسب ساخته‌است البته مشروط به اینکه این گونه‌ها ارتباطشان از هم خیلی دور نباشد. این کار به این شکل صورت می‌گیرد که ابتدا توالی دی‌ان‌ای میتوکندریایی افراد یا گونه‌های مختلف مشخص می‌شود و آن‌گاه بر حسب رابطه‌ای که این توالی‌ها با هم دارند شبکه‌ای ایجاد می‌شود که درخت فیلوژنتیک نام دارد.

## تاریخچه
دی‌ان‌ای میتوکندریایی در ۱۹۶۰ توسط مارگریت ام.کی. ناس و سیلوان ام. کی ناس و به وسیلهٔ میکروسکوپ الکترونی و همچنین توسط الن هاسلبروز، هانس تاپی و گاتفرید شاتز به‌وسیلهٔ آزمایش‌های بیوشیمیایی روی بخش‌های به‌شدت خالص شدهٔ میتوکندری کشف گردید.